# 保卡坦博

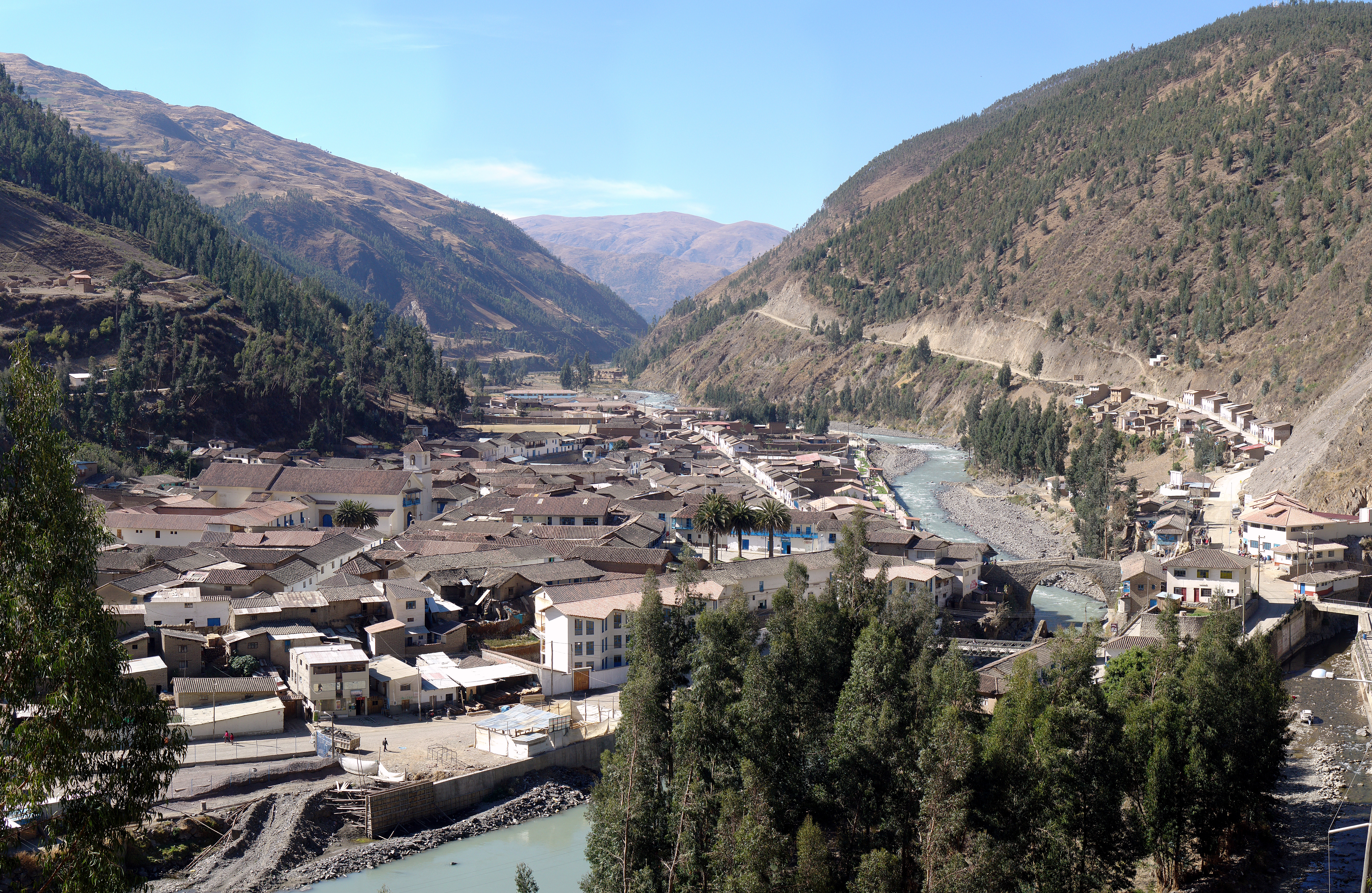

保卡坦博（西班牙語：Paucartambo），是秘魯的城鎮，位於該國南部庫斯科大區，是保卡坦博省的首府，海拔高度2,906米，居民主要使用奇楚瓦語和西班牙語。

## 外部連結
- Satellite map at Maplandia（页面存档备份，存于）

13°18′56″S 71°35′30″W / 13.31556°S 71.59167°W